# Gud är en av oss vid detta bord
Gud är en av oss vid detta bord (Här är rymlig plats) är en nattvardspsalm med text skriven 1971 av Robert Julian Stamps och översatt 1974 av Anders Frostensson. Musiken är skriven och bearbetad 1971 av Robert Julian Stamps.

## Publicerad i
- Den svenska psalmboken 1986 som nr 396 under rubriken "Nattvarden".
- Psalmer och sånger 1987 som nr 434 under rubriken "Kyrkan och nådemedlen - Nattvarden".[1]